# Khukuri

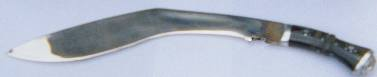
Typischer Khukuri mit Löwenkopfgriffkappe

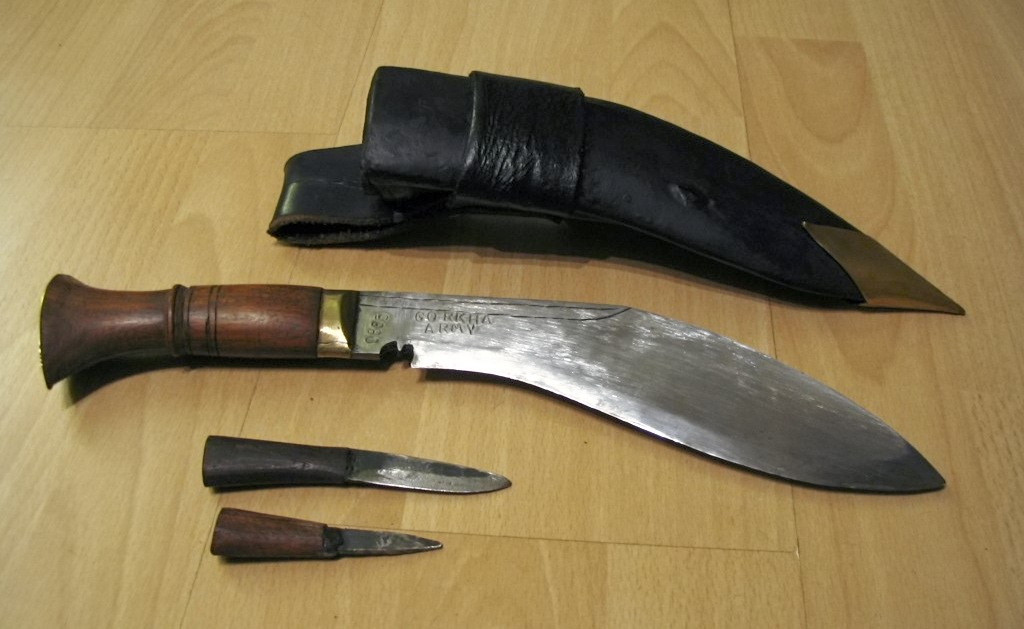
Für den Export gefertigter Khukuri

Das Khukuri (Nepali: खुकुरी, khukurī; auch als Kukri oder Khukri geschrieben) ist ein schweres, zur Schneide hin gekrümmtes Messer mit in der Mitte verbreitertem Klingenrücken, das sowohl als Waffe als auch als Werkzeug dient. Zumeist wird es in einer mit Leder ummantelten Holzscheide mit einem kurzen metallenen Ortblech geführt.

## Verwendung
Das Khukuri wird ausschließlich als Hiebwaffe verwendet. Es ist Bestandteil der traditionellen Tracht der männlichen Nepalesen sowie die typische Blankwaffe der Gurkha im nepalesischen, indischen oder britischen Dienst. Zivile beziehungsweise militärische Khukuri sowie die zu rituellen Handlungen verwendeten Ausführungen mit einer Gesamtlänge bis über 80 cm können unterschieden werden.
Das älteste erhaltene Khukuri gehörte angeblich Drabya Shah, dem Raja von Gorkha (ca. 1630).

## Die britischen Militärmodelle der Khukuri

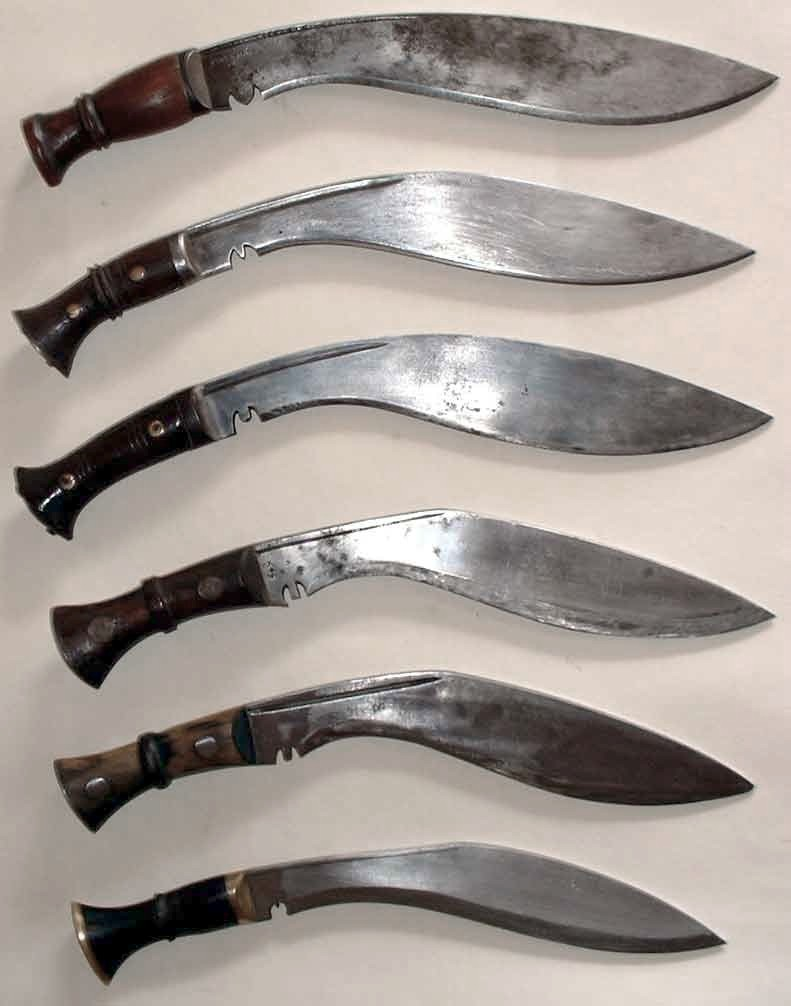
Beschriebene Modelle vom Mark I (oben), Mark II, Mark II?, Mark III, Mark IV, bis zum aktuellen Modell (unten)

Herstellerstempel „Co“, daneben der Abnahmestempel. Rechts oben das Zeichen II für Mark II über dem Jahr der Abnahme (1917) und die Nummer der für die Abnahme zuständigen Person (40). Rechts zwischen Klinge und Holzgriff der Grifffuß.

Außer den zivil beschafften und häufig im aktiven Dienst geführten Khukuri wurden ab ca. 1903 militärisch abgenommene Blankwaffen ausgegeben. Das erste Modell dieser Reihe ist das sogenannte „Mark I“ (Modell I), ein sehr schweres und vorderlastiges Messer. Mit Beginn des Ersten Weltkriegs begann die Fertigung Version „Mark II“. Diese Waffe ist leichter und hat eine dünnere Klinge. Verschiedene, geringfügig voneinander abweichende Varianten wurden bis in die 1920er Jahre hergestellt. Obwohl nicht mehr mit „Mark II“ gestempelt, werden diesem Modell auch diverse Fertigungen der Hersteller „PIONEER“ in Kalkutta oder der unter dem Herstellerzeichen „M43“ auftretende Werkstatt aus dem Zweiten Weltkrieg zugerechnet. Dies führte in amerikanischen Veröffentlichungen zu einer falschen Modellbezeichnung, da das Khukuri als Modell 1943 interpretiert wurde.
Ein an die Klinge gelöteter Grifffuß gilt als Erkennungsmerkmal von Mark I und Mark II.
Ab 1944 gebrauchten britische Gurkhas eine Waffe, die heute landläufig als „Mark III“ bezeichnet wird. Diese Modellbezeichnung wurde jedoch bei der Klingenabnahme nicht verwendet. Gleiches gilt auch für das sogenannte „Mark IV“, das mit Abstand seltenste Modell. 1951 fertigte die Wilkinson Sword Company ca. 1400 Stück. Die handwerklich hervorragende englische Fertigung eines Khukuri unterscheidet sich in Ausführung und Verarbeitung klar von den indischen bzw. nepalesischen Produktionen. Seit den 1960er Jahren wurden die Khukuris wieder in Nepal gefertigt. Die britischen Verwaltung schloss Verträge mit einheimischen Betrieben. Die Kukris haben Griffe aus Büffelhorn mit Messingbeschlägen. Die frühen Stücke tragen Abnahmestempel des Ordonnanz-Depots von Nepal zusammen mit einer Jahreszahl. Die Holzscheiden sind weiterhin mit Büffelleder ummantelt und mit einem Ortblech aus Messing ausgestattet.

## Das Löwenkopfkhukuri
Die Scheide des Löwenkopfkhukur besteht meist aus Holz und ist mit schwarzem Leder bezogen. Am Ende befindet sich ein Ortblech. Der Griff besteht meist aus schwarzem, selten wird auch schwarz-weißem Horn, manchmal auch aus Holz oder Metall. Der Griff ist mit Ringen aus Messing oder Aluminium, seltenerer auch mit Eisen oder Silber verziert. Der Griff ist mit zwei Nieten befestigt, um die manchmal Punkte angeordnet sind, sodass eine Art Blume oder Sonne entsteht. Am Ende des Griffs befindet sich das namensgebende Relief eines Löwenkopfs. Manche Klingen des Löwenkopfkhukuris sind verziert oder tragen die Beschriftung „India“.
Das Löwenkopfkhukuri geht auf die Zeit vor dem Zweiten Weltkrieg zurück, die meisten Stücke sind allerdings für Touristen produzierte Massenware, deren Qualität deutlich unter der alter Stücken liegt.

## Typische Bestandteile
- Karda (kleines scharfes Beimesser)
- Chakmak (kleiner Wetzstahl)
- Khukuri (Kukri)
- Scheide (für beide Messer und den Wetzstahl)

## Klingenkerbe
Merkmal eines Khukuri ist die Kerbe („Cho“ oder „Kaudi“) in der Schneide direkt vor dem Griff. Sie dient vermutlich als Tropfnase, die Blut oder andere Flüssigkeiten vom Griff fernhalten soll, als Stopper für den Wetzstahl (Chakmak) und als Parierkerbe im Nahkampf. Sie ist als hinduistisches Fruchtbarkeitssymbol (OM) in Form eines Kuhhufs gestaltet.

## Rezeption

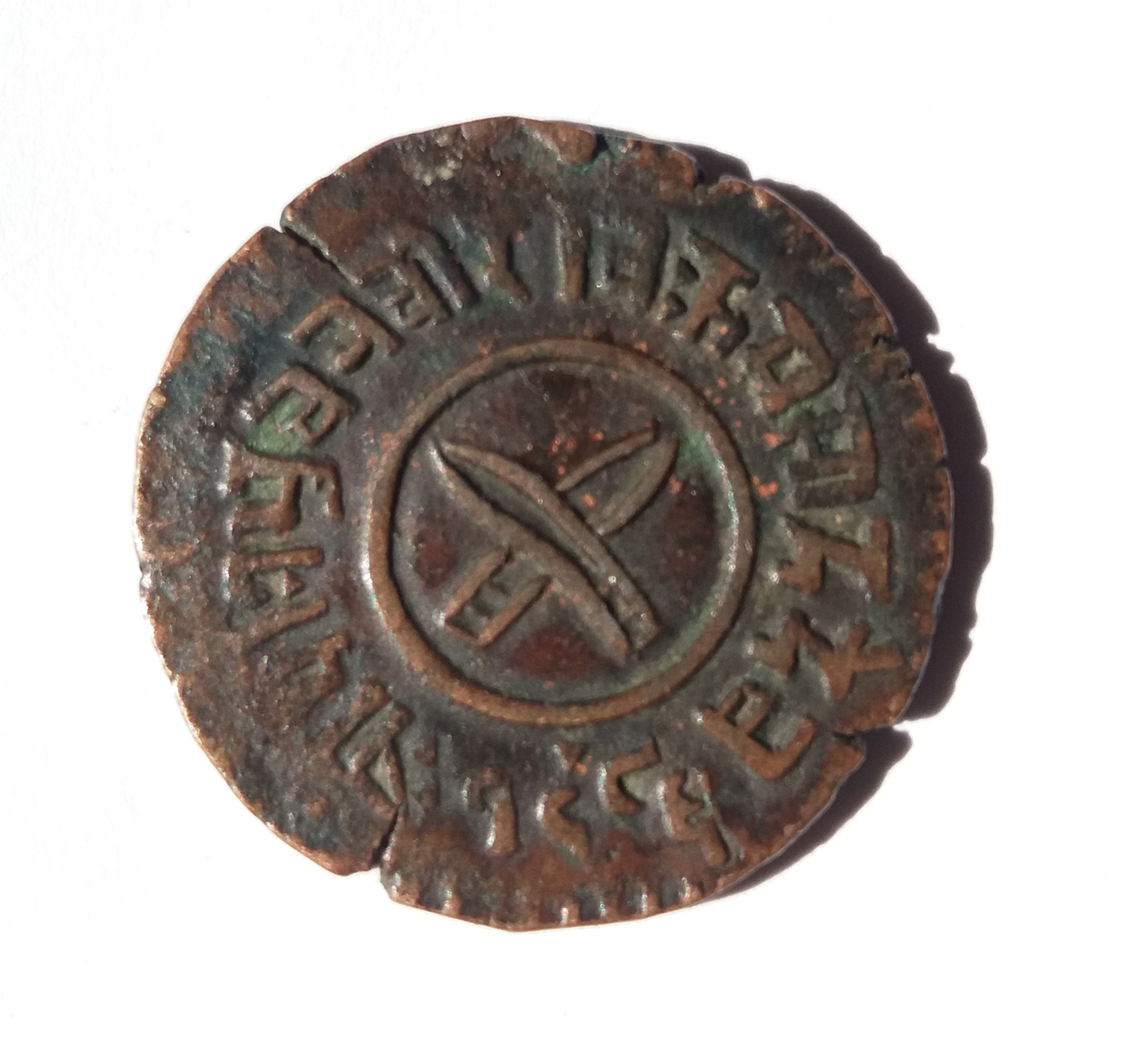
5 nepalesische Paisa aus dem Jahr 1932 mit der Abbildung zweier gekreuzter Khukuris

Das Khukuri wurde auf zahlreichen nepalesischen Umlaufmünzen von 1918 bis in die 1950er Jahre abgebildet.